# 지방도 제922호선
지방도 제922호선은 경상북도 문경시 가은읍 갈전리와 관평삼거리를 잇는 경상북도의 지방도이다. 충청북도 괴산군을 잠깐 지난다.

## 연혁
- 2003년 2월 20일 : 노선 폐지 및 재지정.[1]
- 2008년 4월 28일 : 가은 ~ 완장간 도로(문경시 가은읍 하괴리) 1.84km 구간 확장 개통[2]
- 2018년 11월 15일 : 노선 기점을 문경시 가은읍 왕능리에서 문경시 가은읍 갈전리로 연장 및 총 연장을 3.2km 단축.[3]
- 2019년 1월 14일 : 완장우회도로(문경시 가은읍 완장리) 1.23km 구간 개통, 기존 1.6km 구간 폐지[4]
- 2021년 12월 6일: 실연장 반영으로 총 연장을 19.73km에서 17.52km로 변경함.[5]

## 주요 경유지
- 문경시
  - 가은읍 갈전리 - 견훤교 - 가은파출소 - 가은터미널 - 가은역 - 문경석탄박물관 - 하괴교 - 하괴리 - 상괴교 - 가은초등학교 희양분교 - 상괴리 - 완장교 - 용추계곡 - 완장리 - 버리미기재 - 완장제3교 - 관평삼거리

## 도로명
전 구간 대야로로 칭한다.